# Petriș (okręg Mehedinți)
Petriș – wieś w Rumunii, w okręgu Mehedinți, w gminie Livezile. W 2011 roku liczyła 146 mieszkańców.